# Новосельцев, Владимир Степанович
Влади́мир Степа́нович Новосе́льцев (11 июня 1938, Большепесчанка, Омская область — 1 декабря 2017, Москва) — советский и российский дипломат. Чрезвычайный и полномочный посол.

## Биография
Родился 11 июня 1938 года в с. Большепесчанка Называевского района Омской области. Окончил Томский государственный университет, Высшую партийную школу при ЦК КПСС, Дипломатическую академию МИД СССР. Кандидат экономических наук.
Трудовой путь начал в Иртышской МТС и на Омском комбайно-сборочном заводе. С 1965 года на партийной работе. Первый секретарь Первомайского райкома КПСС г. Омска, секретарь Омского горкома КПСС и секретарь Омского обкома КПСС (1977—1984). После окончания Дипломатической академии на дипломатической работе.
- С 4 октября 1986 по 30 октября 1990 год — чрезвычайный и полномочный посол СССР в Республике Сьерра-Леоне[1].
- В 1991—1996 годах — заместитель заведующего отделом МИД СССР, начальник управления комплексной безопасности МИД РФ.

С 1995 года — вице-президент Омского землячества в Москве.
Занимался преподавательской и научной деятельностью.
Автор книг:
- На переломе эпох. Записки дипломата — М.,2005;
- Национальные интересы России (социально-экономический аспект) — М., 2007;
- Из прикольного раздолья — М., 2009;
- Кремлёвская власть. Кризис государственного управления — М.: Алгоритм, 2012.

Похоронен на Троекуровском кладбище (18 участок).

## Семья
Супруга — Новосельцева Вера Ивановна (род. 1939). Сын — Новосельцев Евгений Владимирович (род. 1974).

## Награды
- Орден Дружбы народов
- Орден «Знак Почёта» (10 июня 1988)
- Медали

## Дипломатический ранг
- Чрезвычайный и полномочный посол (18 октября 1993)[2].

## Публикации
- На переломе эпох: Записки дипломата. — М., 2005.
- Национальные интересы России /социально-экономический аспект/. — М., 2007.